# Aegir
Aegir – глибоководне будівельне та трубоукладальне судно, обладнане краном великої вантажопідйомності. Назва судна походить зі скандинавської міфології, де велетень Еґір вважався божеством спокійного моря.

## Характеристики

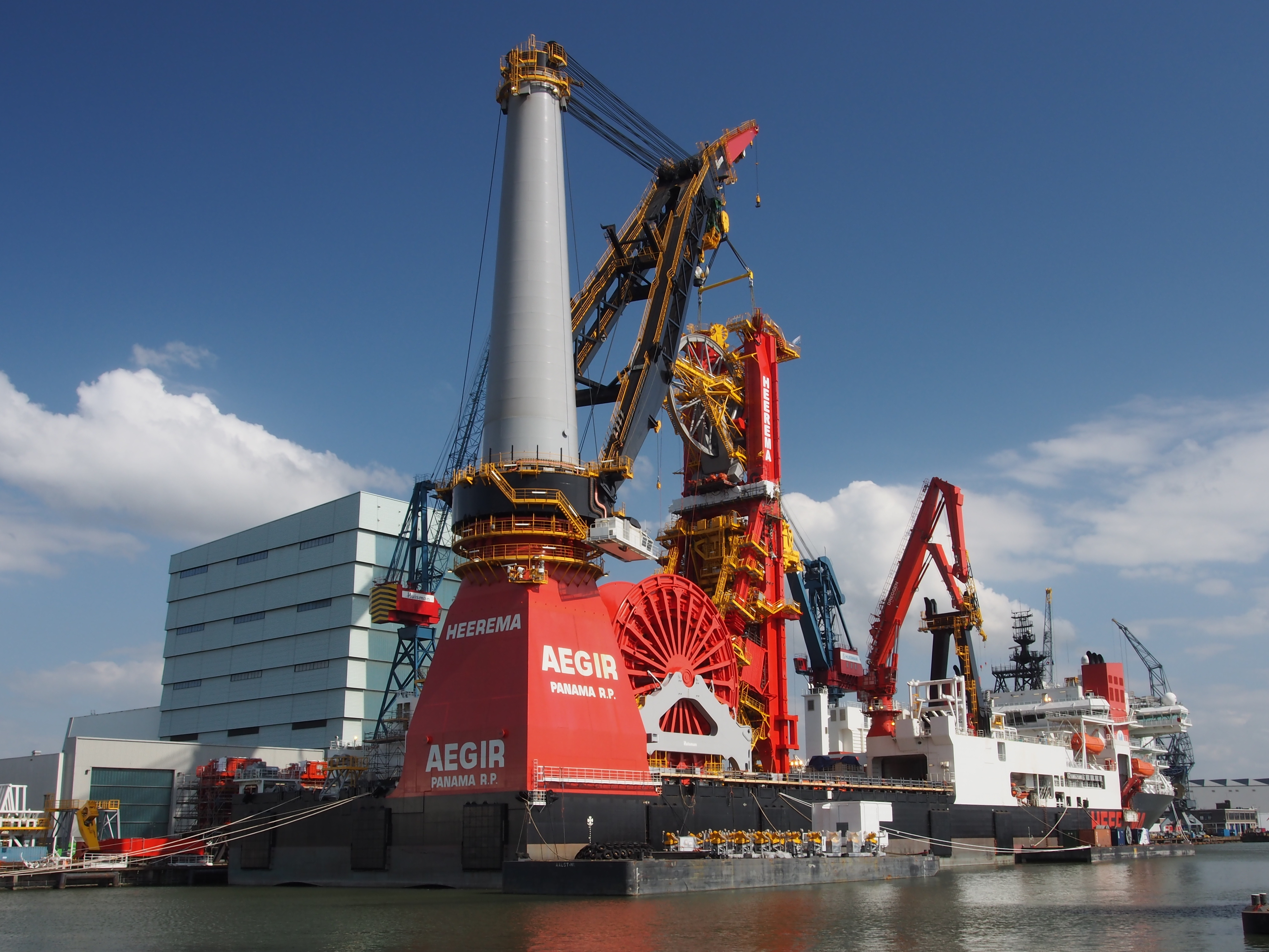
Кран, котушка для гнучких труб та трубоукладальна вежа судна

Судно спорудили у 2013 році на замовлення одного з лідерів ринку офшорних робіт нідерландської Heerema Marine Contractors. Будівництво провела розташована в Окпо південнокорейська верф компанії Daewoo Shipbuilding & Marine Engineering. На ній же змонтували потужний кран вантажопідйомністю 4000 тон, доправлений з китайського Чжанчжоу на судні для перевезення великовагових вантажів Happy Buccaneer. Остаточне дообладнання шляхом встановлення трубоукладальної вежі вантажопідйомністю 2000 тон провели у нідерландському Східамі, причому монтаж виконав сам Aegir задіявши власний кран.
Судно здатне здійснювати укладання як жорстких, так і гнучких труб з діаметрами до 800 або 400 мм відповідно на глибинах до 3500 метрів. Воно може одночасно прийняти запас труб вагою 4500 тон або дві котушки з гнучкими трубами ємністю по 2200 тон кожна. Кран судна підніймає вантажі на висоту до 96 метрів над палубою та працює з радіусом до 79 метрів (при вантажопідйомності у 1500 тон, максимальна вантажопідйомність зберігається в діапазоні радіусу від 17 до 40 метрів). 
Aegir має два дистанційно керовані підводні апарати (ROV), здатні виконувати завдання на глибинах до 3500 метрів.
Пересування до місця виконання робіт здійснюється з операційною швидкістю від 12 до 14 вузлів, а точність встановлення забезпечується системою динамічного позиціювання DP3. Силова установка складається з шести двигунів загальною потужністю 44,4 МВт.
На борту наявні каюти для 289 осіб (з можливістю збільшення до 305 осіб). 
Вартість спорудження Aegir склала 700 млн доларів США.

## Завдання судна
Першим завданням, на виконання якого судно відплило у жовтні 2013-го, стали роботи у Мексиканській затоці на нафтогазовому проекту Луціус. Тут Aegir провів підключення шести свердловин, устя яких знаходилось на глибині біля 2100 метрів, спорудивши ряд трубопроводів діаметром 150-200 мм, встановивши на глибині 2050 метрів маніфольд вагою 140 тон та змонтувавши шість райзерів (комунікації між підводним обладнанням та видобувною платформою).
За цим восени 2014-го судно вирушило до узбережжя Австралії для облаштування газового родовищі Іхтіс (становить сировинну базу заводу зі зрідження Іхтіс ЗПГ). Тут у наступні 1,5 роки Aegir:
- проклав 54 км з’єднуючих трубопроводів діаметром 150, 200 та 300 мм, завантажуючи котушки з ними загальною вагою до 3185 тон на індонезійському острові Бантам за допомогою власного крану;
- спорудив 85 км жорстких трубопроводів діаметром  450 мм;
- облаштував 9 підводних з’єднань зазначених вище комунікацій;
- асистував у спуску та подальшому зануренні райзерної вежі (Riser Support Structure) вагою 5200 тон, на яку потім встановив завершуючу арку вагою 1800 тон (в цілому конструкція має висоту над морським дном 110 метрів);
- здійснив кранові операції з чотирнадцятьма іншими підводними конструкціями вагою до 1500 тон;
- спорудив 49 паль, кожна з яких важила 500 тон та мала довжину 63 метри при діаметрі 5,5 метра;
- облаштував швартовочі вузли.
У травні 2016-го Aegir разом з плавучим краном Sapura 3000 розпочали роботи по встановленню (швартовці)  плавучої платформи (Tension Leg Platform) на малазійському нафтовому родовищі Малікай, що знаходиться біля північно-західного узбережжя острова Калімантан (можливо відзначити, що зазначену платформу доставили до місця швартовки на судні для перевезення великовагових вантажів "White Marlin").
Осінню того ж року Aegir провадив роботи у Південно-Китайському морі на в’єтнамському газовому родовищі Су-Ту-Транг.
В травні 2018-го судно залучили до монтажу п’яти фундаментів кесонного типу британської офшорної ВЕС Абердін. Ці конструкції важили до 1300 тон та мали висоту до 81 метра. Aegir підіймав їх з баржі в порту Ньюкасл-апон-Тайн, транспортував на місце будівництва станції та провадив монтаж. На один фундамент було необхідно витратити 3 доби.
У травні 2019-го в порту Роттердама на Каланд-каналі кран провів операцію з монтажу на фрези вагою 2500 тонн та довжиною 57 метрів на фрезерний земснаряд Spartacus.